# Marian Dumitru
Marian Dumitru, född 18 mars 1960 i Ploiești, är en rumänsk tidigare handbollsspelare (högernia). Han spelade 187 landskamper och gjorde 762 mål för Rumäniens landslag.
Han var med och tog OS-brons 1980 i Moskva och OS-brons igen 1984 i Los Angeles.

## Klubbar
- CSŞ Ploiești (1975–1977)
- Petrolul Teleajen (1977–1978)
- CSA Steaua București (1978–1989)
- Teka Santander (1989–1990)
- TSV Bayer Dormagen (1990–1992)
- CBM Alzira Avidesa (1992–1994)
- SC Cottbus (1994–1995)
- SG Leutershausen (1995–1996)